# Marele Premiu al Italiei din 2021
Marele Premiu al Italiei din 2021 (cunoscut oficial ca Formula 1 Gran Premio Heineken d'Italia 2021) a fost o cursă de Formula 1 care s-a desfășurat între 10 și 12 septembrie 2021 pe Circuitul Monza, Italia. Cursa a fost cea de-a paisprezecea etapă a Campionatului Mondial de Formula 1 din 2021 și al doilea Mare Premiu al sezonului desfășurat în Italia, după Marele Premiu al Emiliei-Romagna din 18 aprilie.

## Clasamente

### Calificări
| Poz.                  | Nr. | Pilot              | Constructor               | Timpi calificări | Timpi calificări | Timpi calificări | Grila sprint |
| Poz.                  | Nr. | Pilot              | Constructor               | Q1               | Q2               | Q3               | Grila sprint |
| --------------------- | --- | ------------------ | ------------------------- | ---------------- | ---------------- | ---------------- | ------------ |
| 1                     | 77  | Valtteri Bottas    | Mercedes                  | 1:20,685         | 1:20,032         | 1:19,555         | 1            |
| 2                     | 44  | Lewis Hamilton     | Mercedes                  | 1:20,543         | 1:19,936         | 1:19,651         | 2            |
| 3                     | 33  | Max Verstappen     | Red Bull Racing-Honda     | 1:21,035         | 1:20,229         | 1:19,966         | 3            |
| 4                     | 4   | Lando Norris       | McLaren-Mercedes          | 1:20,916         | 1:20,059         | 1:19,989         | 4            |
| 5                     | 3   | Daniel Ricciardo   | McLaren-Mercedes          | 1:21,292         | 1:20,435         | 1:19,995         | 5            |
| 6                     | 10  | Pierre Gasly       | AlphaTauri-Honda          | 1:21,440         | 1:20,556         | 1:20,260         | 6            |
| 7                     | 55  | Carlos Sainz Jr.   | Ferrari                   | 1:21,118         | 1:20,750         | 1:20,462         | 7            |
| 8                     | 16  | Charles Leclerc    | Ferrari                   | 1:21,219         | 1:20,767         | 1:20,510         | 8            |
| 9                     | 11  | Sergio Pérez       | Red Bull Racing-Honda     | 1:21,308         | 1:20,882         | 1:20,611         | 9            |
| 10                    | 99  | Antonio Giovinazzi | Alfa Romeo Racing-Ferrari | 1:21,197         | 1:20,726         | 1:20,808         | 10           |
| 11                    | 5   | Sebastian Vettel   | Aston Martin-Mercedes     | 1:21,394         | 1:20,913         | N/A              | 11           |
| 12                    | 18  | Lance Stroll       | Aston Martin-Mercedes     | 1:21,415         | 1:21,020         | N/A              | 12           |
| 13                    | 14  | Fernando Alonso    | Alpine-Renault            | 1:21,487         | 1:21,069         | N/A              | 13           |
| 14                    | 31  | Esteban Ocon       | Alpine-Renault            | 1:21,500         | 1:21,103         | N/A              | 14           |
| 15                    | 63  | George Russell     | Williams-Mercedes         | 1:21,890         | 1:21,392         | N/A              | 15           |
| 16                    | 6   | Nicholas Latifi    | Williams-Mercedes         | 1:21,925         | N/A              | N/A              | 16           |
| 17                    | 22  | Yuki Tsunoda       | AlphaTauri-Honda          | 1:21,973         | N/A              | N/A              | 17           |
| 18                    | 47  | Mick Schumacher    | Haas-Ferrari              | 1:22,248         | N/A              | N/A              | 18           |
| 19                    | 88  | Robert Kubica      | Alfa Romeo Racing-Ferrari | 1:22,530         | N/A              | N/A              | 19           |
| 20                    | 9   | Nikita Mazepin     | Haas-Ferrari              | 1:22,716         | N/A              | N/A              | 20           |
| Regula 107%: 1:26,181 |     |                    |                           |                  |                  |                  |              |
| Sursa:                |     |                    |                           |                  |                  |                  |              |

### Calificările sprint
| Poz.                                                                           | Nr. | Pilot              | Constructor               | Tururi | Timp/Retras | Puncte | Grila finală |
| ------------------------------------------------------------------------------ | --- | ------------------ | ------------------------- | ------ | ----------- | ------ | ------------ |
| 1                                                                              | 77  | Valtteri Bottas    | Mercedes                  | 18     | 27:54,078   | 3      | 19           |
| 2                                                                              | 33  | Max Verstappen     | Red Bull Racing-Honda     | 18     | +2,325      | 2      | 1            |
| 3                                                                              | 3   | Daniel Ricciardo   | McLaren-Mercedes          | 18     | +14,534     | 1      | 2            |
| 4                                                                              | 4   | Lando Norris       | McLaren-Mercedes          | 18     | +18,835     |        | 3            |
| 5                                                                              | 44  | Lewis Hamilton     | Mercedes                  | 18     | +20,011     |        | 4            |
| 6                                                                              | 16  | Charles Leclerc    | Ferrari                   | 18     | +23,442     |        | 5            |
| 7                                                                              | 55  | Carlos Sainz Jr.   | Ferrari                   | 18     | +27,952     |        | 6            |
| 8                                                                              | 99  | Antonio Giovinazzi | Alfa Romeo Racing-Ferrari | 18     | +31,089     |        | 7            |
| 9                                                                              | 11  | Sergio Pérez       | Red Bull Racing-Honda     | 18     | +31,680     |        | 8            |
| 10                                                                             | 18  | Lance Stroll       | Aston Martin-Mercedes     | 18     | +38,671     |        | 9            |
| 11                                                                             | 14  | Fernando Alonso    | Alpine-Renault            | 18     | +39,795     |        | 10           |
| 12                                                                             | 5   | Sebastian Vettel   | Aston Martin-Mercedes     | 18     | +41,177     |        | 11           |
| 13                                                                             | 31  | Esteban Ocon       | Alpine-Renault            | 18     | +43,373     |        | 12           |
| 14                                                                             | 6   | Nicholas Latifi    | Williams-Mercedes         | 18     | +45,977     |        | 13           |
| 15                                                                             | 63  | George Russell     | Williams-Mercedes         | 18     | +46,821     |        | 14           |
| 16                                                                             | 22  | Yuki Tsunoda       | AlphaTauri-Honda          | 18     | +49,977     |        | 15           |
| 17                                                                             | 9   | Nikita Mazepin     | Haas-Ferrari              | 18     | +1:02,599   |        | 16           |
| 18                                                                             | 88  | Robert Kubica      | Alfa Romeo Racing-Ferrari | 18     | +1:05,096   |        | 17           |
| 19                                                                             | 47  | Mick Schumacher    | Haas-Ferrari              | 18     | +1:06,154   |        | 18           |
| Ab                                                                             | 10  | Pierre Gasly       | AlphaTauri-Honda          | 0      | Accident    |        | PL           |
| Cel mai rapid tur: Max Verstappen (Red Bull Racing-Honda) – 1:23,502 (turul 9) |     |                    |                           |        |             |        |              |
| Sursa:                                                                         |     |                    |                           |        |             |        |              |

Note
- ^1 – Valtteri Bottas a trebuit să înceapă cursa din spatele grilei pentru că și-a depășit numărul de elemente la motor.[9]
- ^2 – Pierre Gasly a primit o penalizare de cinci locuri pe grila de start pentru o schimbare neprogramată a cutiei de viteze. De asemenea, a trebuit să înceapă cursa din spatele grilei pentru că și-a depășit numărul de elemente la motor. Apoi, a trebuit să înceapă cursa de pe linia boxelor pentru o nouă specificație a motorului.[10]

### Cursa
| Poz.                                                                         | Nr. | Pilot              | Constructor               | Tururi | Timp/Retras | Puncte |
| ---------------------------------------------------------------------------- | --- | ------------------ | ------------------------- | ------ | ----------- | ------ |
| 1                                                                            | 3   | Daniel Ricciardo   | McLaren-Mercedes          | 53     | 1:21:54,365 | 26     |
| 2                                                                            | 4   | Lando Norris       | McLaren-Mercedes          | 53     | +1,747      | 18     |
| 3                                                                            | 77  | Valtteri Bottas    | Mercedes                  | 53     | +4,921      | 15     |
| 4                                                                            | 16  | Charles Leclerc    | Ferrari                   | 53     | +7,309      | 12     |
| 5                                                                            | 11  | Sergio Pérez       | Red Bull Racing-Honda     | 53     | +8,723      | 10     |
| 6                                                                            | 55  | Carlos Sainz Jr.   | Ferrari                   | 53     | +10,535     | 8      |
| 7                                                                            | 18  | Lance Stroll       | Aston Martin-Mercedes     | 53     | +15,804     | 6      |
| 8                                                                            | 14  | Fernando Alonso    | Alpine-Renault            | 53     | +17,201     | 4      |
| 9                                                                            | 63  | George Russell     | Williams-Mercedes         | 53     | +19,742     | 2      |
| 10                                                                           | 31  | Esteban Ocon       | Alpine-Renault            | 53     | +20,868     | 1      |
| 11                                                                           | 6   | Nicholas Latifi    | Williams-Mercedes         | 53     | +23,743     |        |
| 12                                                                           | 5   | Sebastian Vettel   | Aston Martin-Mercedes     | 53     | +24,621     |        |
| 13                                                                           | 99  | Antonio Giovinazzi | Alfa Romeo Racing-Ferrari | 53     | +27,216     |        |
| 14                                                                           | 88  | Robert Kubica      | Alfa Romeo Racing-Ferrari | 53     | +29,769     |        |
| 15                                                                           | 47  | Mick Schumacher    | Haas-Ferrari              | 53     | +51,088     |        |
| Ab                                                                           | 9   | Nikita Mazepin     | Haas-Ferrari              | 41     | Motor       |        |
| Ab                                                                           | 44  | Lewis Hamilton     | Mercedes                  | 25     | Coliziune   |        |
| Ab                                                                           | 33  | Max Verstappen     | Red Bull Racing-Honda     | 25     | Coliziune   |        |
| Ab                                                                           | 10  | Pierre Gasly       | AlphaTauri-Honda          | 3      | Suspensie   |        |
| NS                                                                           | 22  | Yuki Tsunoda       | AlphaTauri-Honda          | 0      | Frâne       |        |
| Cel mai rapid tur: Daniel Ricciardo (McLaren-Mercedes) – 1:24,812 (turul 53) |     |                    |                           |        |             |        |
| Sursa:                                                                       |     |                    |                           |        |             |        |

| Loc    | 1  | 2  | 3  | 4  | 5  | 6 | 7 | 8 | 9 | 10 | CMRT |
| Puncte | 25 | 18 | 15 | 12 | 10 | 8 | 6 | 4 | 2 | 1  | 1    |

Note
- ^3 – Include un punct pentru cel mai rapid tur.
- ^4 – Sergio Pérez a terminat pe locul al treilea, dar a primit o penalizare de cinci secunde pentru că a părăsit pista și a câștigat un avantaj.[11]

## Clasamentele campionatelor după cursă
|           | Poz. | Pilot           | Puncte |
| --------- | ---- | --------------- | ------ |
| Unchanged | 1    | Max Verstappen  | 226,5  |
| Unchanged | 2    | Lewis Hamilton  | 221,5  |
| Unchanged | 3    | Valtteri Bottas | 141    |
| Unchanged | 4    | Lando Norris    | 132    |
| Unchanged | 5    | Sergio Pérez    | 118    |
| Sursa:    |      |                 |        |

|           | Poz. | Constructor           | Puncte |
| --------- | ---- | --------------------- | ------ |
| Unchanged | 1    | Mercedes              | 362,5  |
| Unchanged | 2    | Red Bull Racing-Honda | 344,5  |
| 1         | 3    | McLaren-Mercedes      | 215    |
| 1         | 4    | Ferrari               | 201,5  |
| Unchanged | 5    | Alpine-Renault        | 95     |
| Sursa:    |      |                       |        |

- Notă: Doar primele cinci locuri sunt prezentate în ambele clasamente.